# Korpus Przeciwdesantowy
Korpus Przeciwdesantowy – związek taktyczno-operacyjny Sił Zbrojnych PRL istniejący w okresie VI-XII 1953 r. w składzie Pomorskiego Okręgu Wojskowego.
Sztab korpusu funkcjonował tylko przez kilka miesięcy, po czym przeformowano go na Inspektorat Przeciwdesantowy Dowództwa Pomorskiego Okręgu Wojskowego.

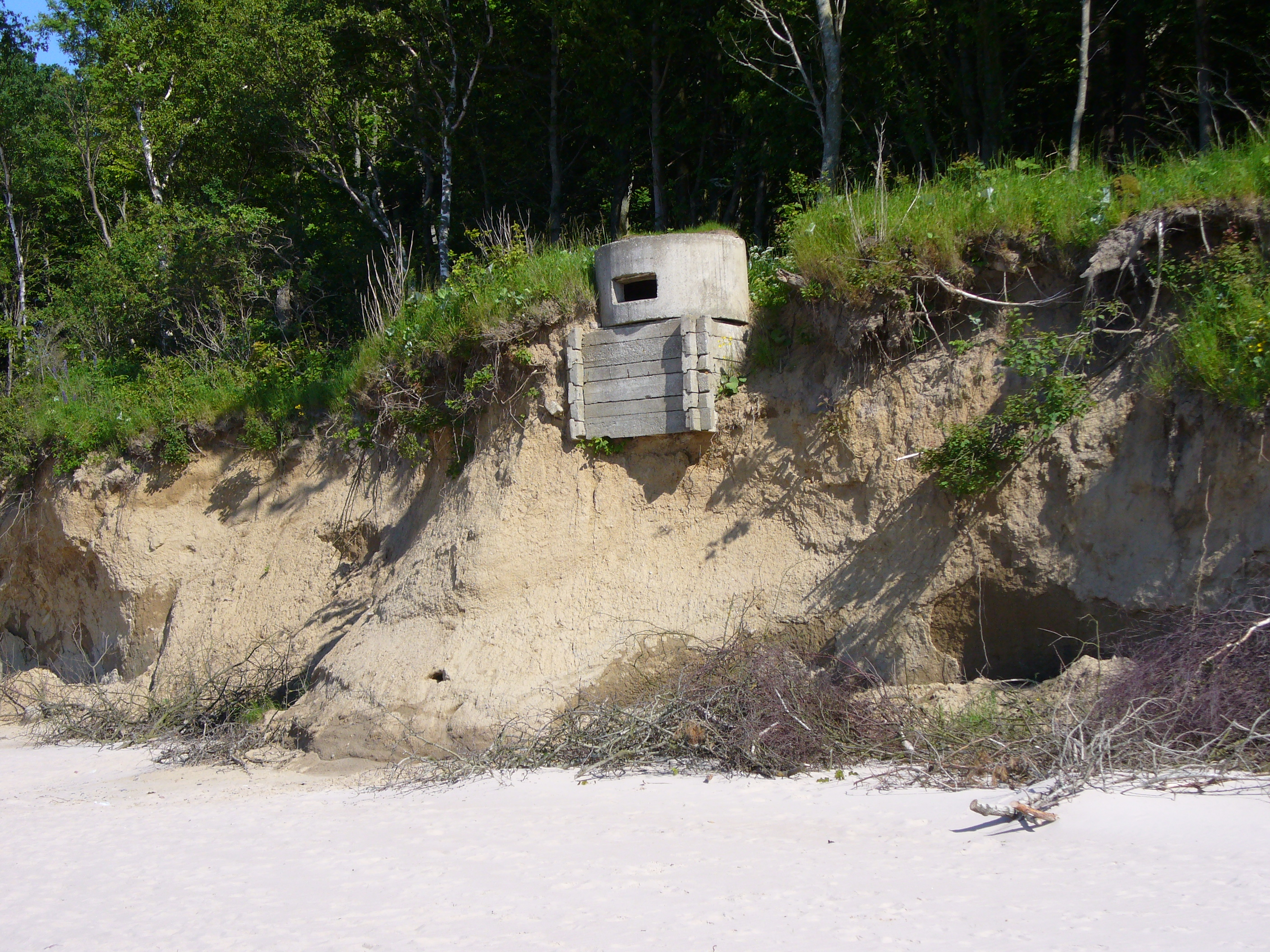
Resztki budowli obronnych okresu „zimnej wojny” w okolicach Dziwnówka

## Formowanie
Powstał w czerwcu 1953 w ramach procesu wprowadzania szczebla korpusu do struktur organizacyjnych wojsk lądowych WP. W jego skład weszły trzy dotychczas samodzielne brygady przeciwdesantowe. Na wypadek wojny brygady te miały być rozwinięte w dywizje obrony wybrzeża, których zadaniem była obrona przeciwdesantowa najbardziej zagrożonych odcinków wybrzeża Morza Bałtyckiego. W przypadku wdarcia się desantu przeciwnika w głąb obrony przewidywano kontruderzenia siłami korpusów armijnych i zmechanizowanych.
Gotowość do działań osiągnął 1 listopada 1953.
Ze względu na dużą szerokość wybrzeża Bałtyku, niewielkie możliwości operacyjne korpusu i związane z tym trudności w realizacji powierzonych zadań, w grudniu 1953 zrezygnowano z jego utrzymywania, ponownie usamodzielniając brygady przeciwdesantowe.

## Struktura organizacyjna
Dowództwo i sztab – Bydgoszcz: 
- 2 Brygada Przeciwdesantowa – Kamień Pomorski (w ramach dowództwa brygady: kompania łączności, kompania saperów, pluton rozpoznawczy i pluton obrony przeciwchemicznej) (w październiku 1956 roku rozformowana)
  - 11 batalion przeciwdesantowy – Świnoujście
  - 14 batalion przeciwdesantowy (skadrowany) – Kamień Pomorski
  - 46 dywizjon artylerii – Dziwnów
  - 29 bateria moździerzy 120 mm – Dziwnów
  - 16 bateria przeciwlotnicza – Dziwnów
- 3 Brygada Przeciwdesantowa – Kołobrzeg (w 1956 roku przeformowana na 3 Brygadę Obrony Wybrzeża)
  - 15 batalion przeciwdesantowy – Kołobrzeg
  - 18 batalion przeciwdesantowy (skadrowany) – Kołobrzeg
  - 54 dywizjon artylerii – Kołobrzeg
  - 26 bateria moździerzy 120 mm
  - 23 bateria przeciwlotnicza
- 5 Brygada Przeciwdesantowa – Gdańsk (w 1956 roku przeformowana na 5 Brygadę Obrony Wybrzeża)
  - 12 batalion przeciwdesantowy – Hel
  - 17 batalion przeciwdesantowy (skadrowany) – Gdańsk – Oliwa
  - 60 dywizjon artylerii – Gdańsk
  - 21 bateria moździerzy 120 mm – Gdańsk
  - 20 bateria przeciwlotnicza – Gdańsk

Korpus liczył 4619 żołnierzy.
Jego uzbrojenie stanowiły: 162 rusznice ppanc, 39 armat ppanc 45 mm, 15 armat ppanc 57 mm, 27 armat polowych 76 mm, 42 haubice 122 mm, 36 moździerzy 82 mm, 33 moździerze 120 mm i 18 armat plot 85 mm.